# 神奈川県立金井高等学校
神奈川県立金井高等学校（かながわけんりつ かないこうとうがっこう）は、神奈川県横浜市栄区にある全日制普通科高等学校である。

## 概要
田園地帯と丘陵地に囲まれた学校で、伝統的に部活動が活発である。かつて男子バスケットボール部が全国大会に出場した。また文化部では、放送部が全国大会出場。

## 沿革
- 1975年 設立（柏陽高校内にて開校）
- 1977年1月 現在地に移転
- 2005年10月 創立30周年記念式典
- 2008年4月 鎌倉養護学校金井分教室新設

## 校歌
- 作詞：新山泰（初代校長）
- 作曲：佐々木準（初代PTA会長）

## 部活動
- 運動系
  - 陸上、男子バドミントン、サッカー、女子バドミントン、野球、卓球、男子ソフトテニス、剣道、女子ソフトテニス、弓道、ハンドボール、男子硬式テニス、男子バレーボール、女子硬式テニス、女子バレーボール、チアリーディング、男子バスケットボール、ダンス、女子バスケットボール、山岳
- 文化系
  - 軽音楽、美術、茶道、吹奏楽、理科、写真、放送
- 同好会 合唱同好会

## 著名な出身者
- 内山佳子（札幌テレビアナウンサー）
- 江幡哲也（オールアバウト創業者・社長兼CEO、ディー・エル・マーケット社長）
- 遠藤航（サッカー選手）
- 紡木たく（漫画家）
- 夏川玲（音楽家）

## 交通
- JR東海道線・横須賀線 戸塚駅（戸塚バスセンター）または大船駅より神奈川中央交通戸71・戸72に乗車し、「金井高校前」下車[1]。